# Uranotaenia pseudomaculipleura
Uranotaenia pseudomaculipleura är en tvåvingeart som beskrevs av EL Peyton och Rampa Rattanarithikul 1970. Uranotaenia pseudomaculipleura ingår i släktet Uranotaenia och familjen stickmyggor.
Artens utbredningsområde är Thailand. Inga underarter finns listade i Catalogue of Life.